# Darantasia goldiei
Darantasia goldiei är en fjärilsart som beskrevs av Druce 1898. Darantasia goldiei ingår i släktet Darantasia och familjen björnspinnare. Inga underarter finns listade i Catalogue of Life.